# Focus (émission de télévision)
Focus est une émission de télévision française diffusée sur C8 depuis le 20 avril 2016 et présentée par Guy Lagache.

## Diffusion
À partir de septembre 2016, elle devient hebdomadaire, tous les mercredis soir.

## Liste des émissions
| Chaîne | Émission | Titre                                                                    | Date de diffusion          | Horaire       | Audience moyenne          | Audience moyenne      |
| Chaîne | Émission | Titre                                                                    | Date de diffusion          | Horaire       | Nombre de téléspectateurs | PDM                   |
| ------ | -------- | ------------------------------------------------------------------------ | -------------------------- | ------------- | ------------------------- | --------------------- |
| D8     | 1        | Inside IKEA                                                              | mercredi 20 avril 2016     | 21h00 - 22h50 | 679 000                   | 2,9%                  |
| C8     | 2        | Inside KFC : au cœur d'un géant du fast food                             | mercredi 14 septembre 2016 | 21h00 - 22h50 | 518 000                   | 2,3%                  |
| C8     | 3        | Inside Uber : contre-enquête sur une révolution                          | mercredi 21 septembre 2016 | 21h00 - 22h50 | 341 000                   | 1,6%[réf. nécessaire] |
| C8     | 4        | Eau minérale, eau en bouteille : savez vous vraiment ce que vous buvez ? | mercredi 28 septembre 2016 | 21h00 - 22h50 | 454 000                   | 2,2%[réf. nécessaire] |
| C8     | 5        | Inside Zara : dans les secrets du géant de la mode                       | mercredi 5 octobre 2016    | 21h00 - 22h50 | 344 000                   | 1,6%                  |
| C8     | 6        | La face cachée du lait                                                   | mercredi 12 octobre 2016   | 21h00 - 22h50 | 480 000                   | 2,2%[réf. nécessaire] |
| C8     | 7        | Hypermarchés : les dessous de la planète Leclerc                         | mercredi 19 octobre 2016   | 21h00 - 22h40 | 526 000                   | 2,4%[réf. nécessaire] |
| C8     | 8        | Bataclan : les 200 minutes qui ont bouleversé la France                  | mercredi 26 octobre 2016   | 21h00 - 23h00 | 749 000                   | 3,1%                  |

Légende :
- Les plus hauts chiffres d'audience
- Les plus bas chiffres d'audience